# Château de Boutavent
Pour les articles homonymes, voir Château de Boutavant et Fort de Boutavant.
Le château fort de Boutavent est situé sur la commune d'Iffendic, France.

## Toponyme
Le nom de la localité est attesté sous les formes aula Boutavent en 1213 et Boutavent en 1427.

## Histoire
Les ruines du château-fort, édifié au Moyen Âge, sont situées sur un éperon rocheux naturel au lieu-dit Boutavent. Le domaine, entouré du massif forestier de Paimpont et de l'étang de Boutavent, s'étend sur plus de deux hectares. 
Il est attesté que, aux XIIIe et XIVe siècles, le château appartenait aux seigneurs de Montfort. Il faisait ainsi partie de l'ensemble des possessions de la famille de Montfort avec les châteaux de Comper, Montfort, Montauban et Gaël. 
L'histoire du site est accompagnée de légendes. On raconte qu'au VIIe siècle, le château fut la résidence de Judicaël, roi de Domnonée, et qu'il fut le lieu de rencontre entre le roi et saint Éloi, envoyé pour régler un conflit de frontière entre Bretons et Français.
Le château est structuré en deux éléments classiques sur ce type de site : une haute-cour et une basse-cour séparées par un profond fossé. Plusieurs bâtiments, décelables par des micro-reliefs, sont principalement situés contre les murs de courtine. La muraille et les éléments de l'enceinte de la basse-cour sont encore bien visibles.
Au XVIe siècle, on sait que le château était à l'état de ruine. Les circonstances de la destruction du site fortifié de Boutavent restent mystérieuses. Peut-être a-t-il été démantelé au cours de la Guerre de Succession (seconde moitié du XIVe siècle) ou bien en 1373, lors de la campagne de Bertrand Du Guesclin en Bretagne, mais rien ne prouve que le château n’ait plus été habité par la suite.
Beaucoup d'auteurs locaux du XIXe siècle ont écrit sur Boutavent comme notamment Poignand, Vigoland ou Oresve. Même si ces écrits constituent de rares témoignages sur le site, l'histoire entière du château demeure dépourvue de sources fiables.
Diverses campagnes de consolidation des vestiges ont eu lieu depuis 2006, au cours desquelles a été retrouvé du matériel archéologique (ardoises, céramiques, pavements de sol et tuiles vernissées). Le site, géré par Montfort Communauté, est ouvert au public depuis 2005. Les travaux d'entretien, de consolidation des vestiges et de mise en valeur de Boutavent sont réalisés en collaboration avec le service régional d'archéologie et le chantier d'insertion Eureka Emplois Services.
En préalable à la restauration de 2016, un premier sondage archéologique a été effectué en septembre et octobre 2015 par le CERAPAR (Centre de Recherches Archéologiques du Pays de Rennes) sous le contrôle du service régional de l'archéologie et de Montfort Communauté. Lors de cette opération, la tour-porte de l'entrée du château et une tour de flanquement ont été découvertes. Dans le mur de courtine nord-est, trois ouvertures à ébrasement et une possible poterne ont vu le jour. Le mobilier découvert dans la partie fouillée permet d'émettre l'hypothèse d'une occupation à la fin du XIIe siècle.

## Galerie photos

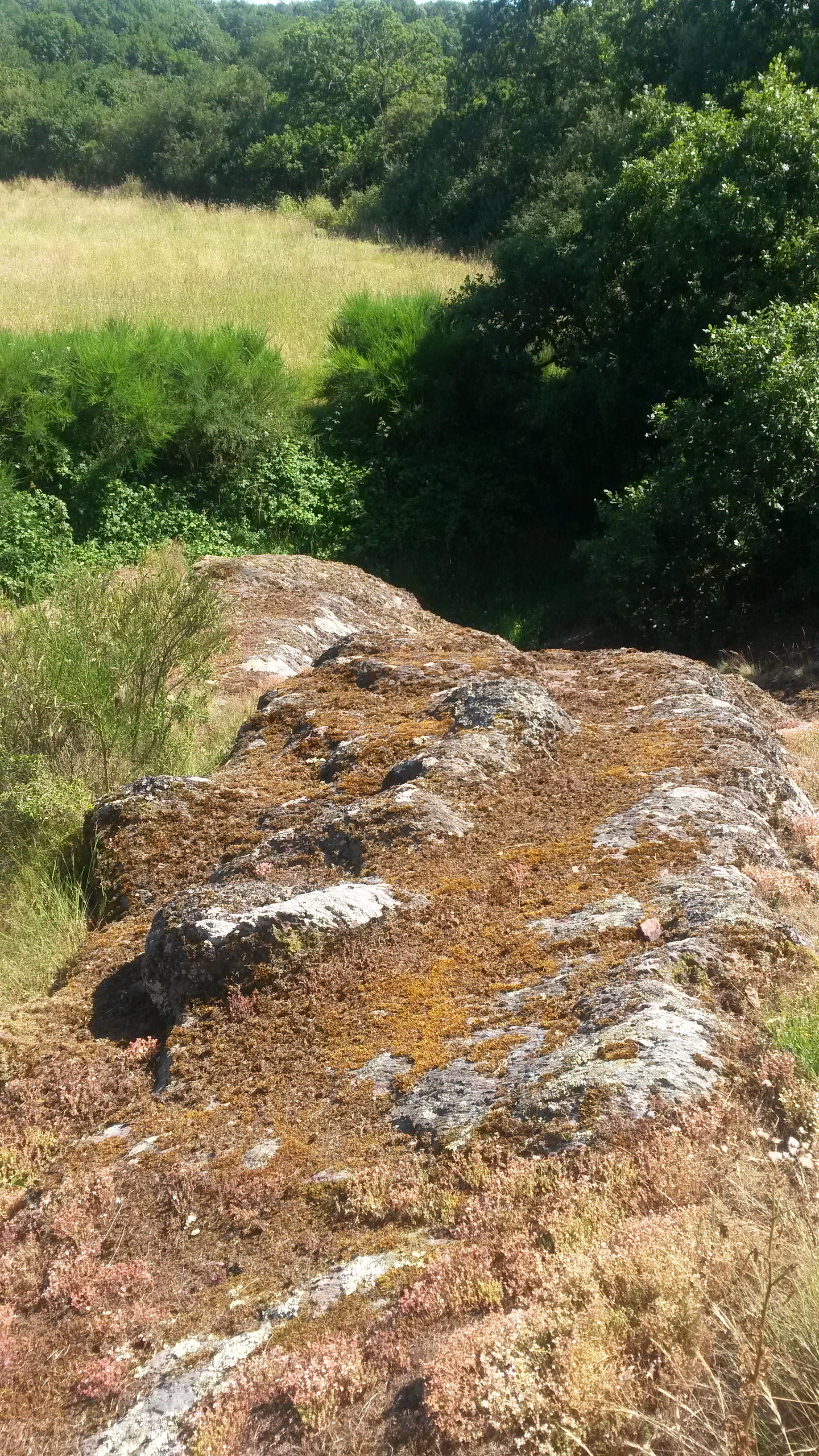
Pierre qui a servi pour la construction
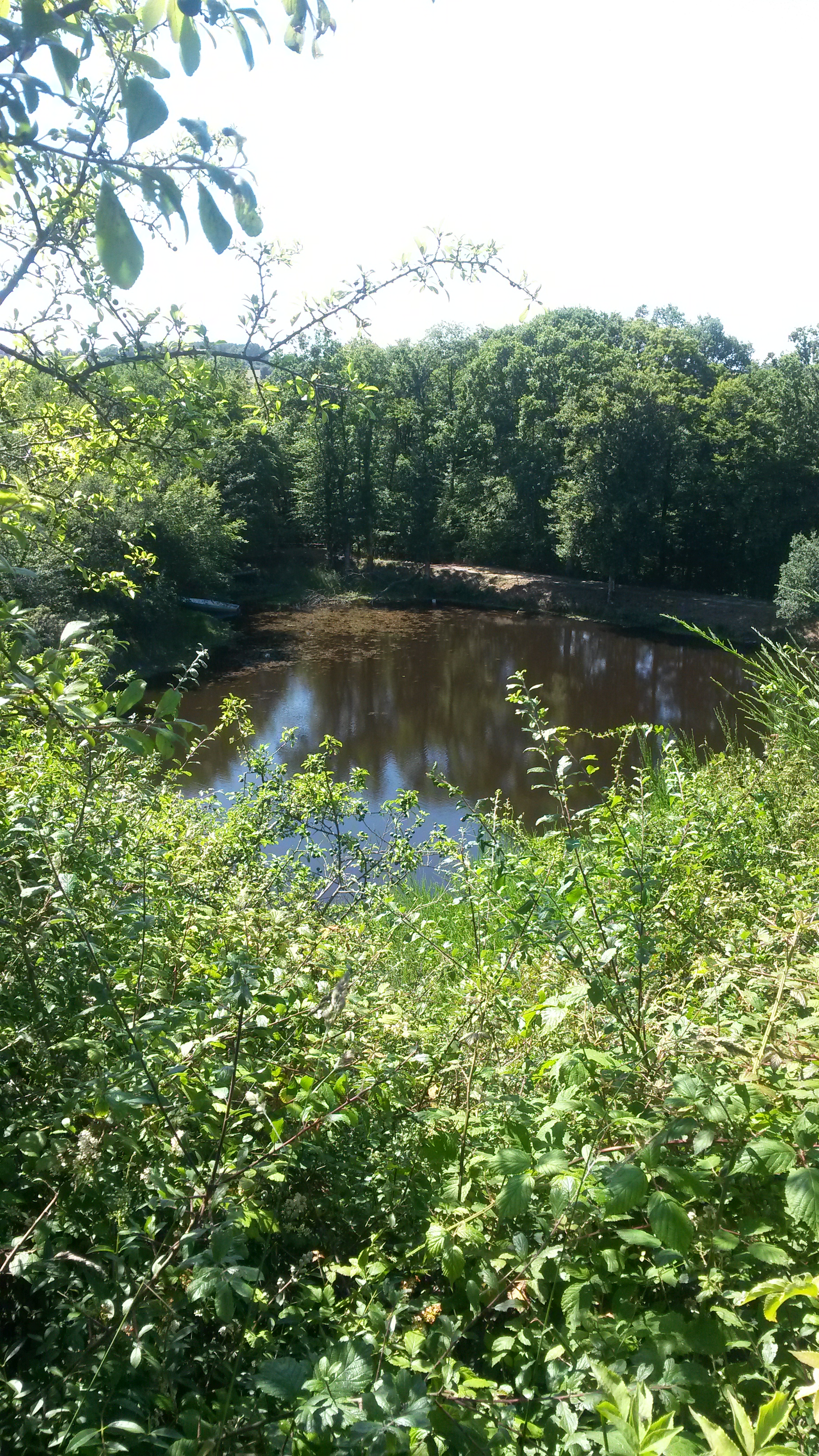
Étang derrière le château
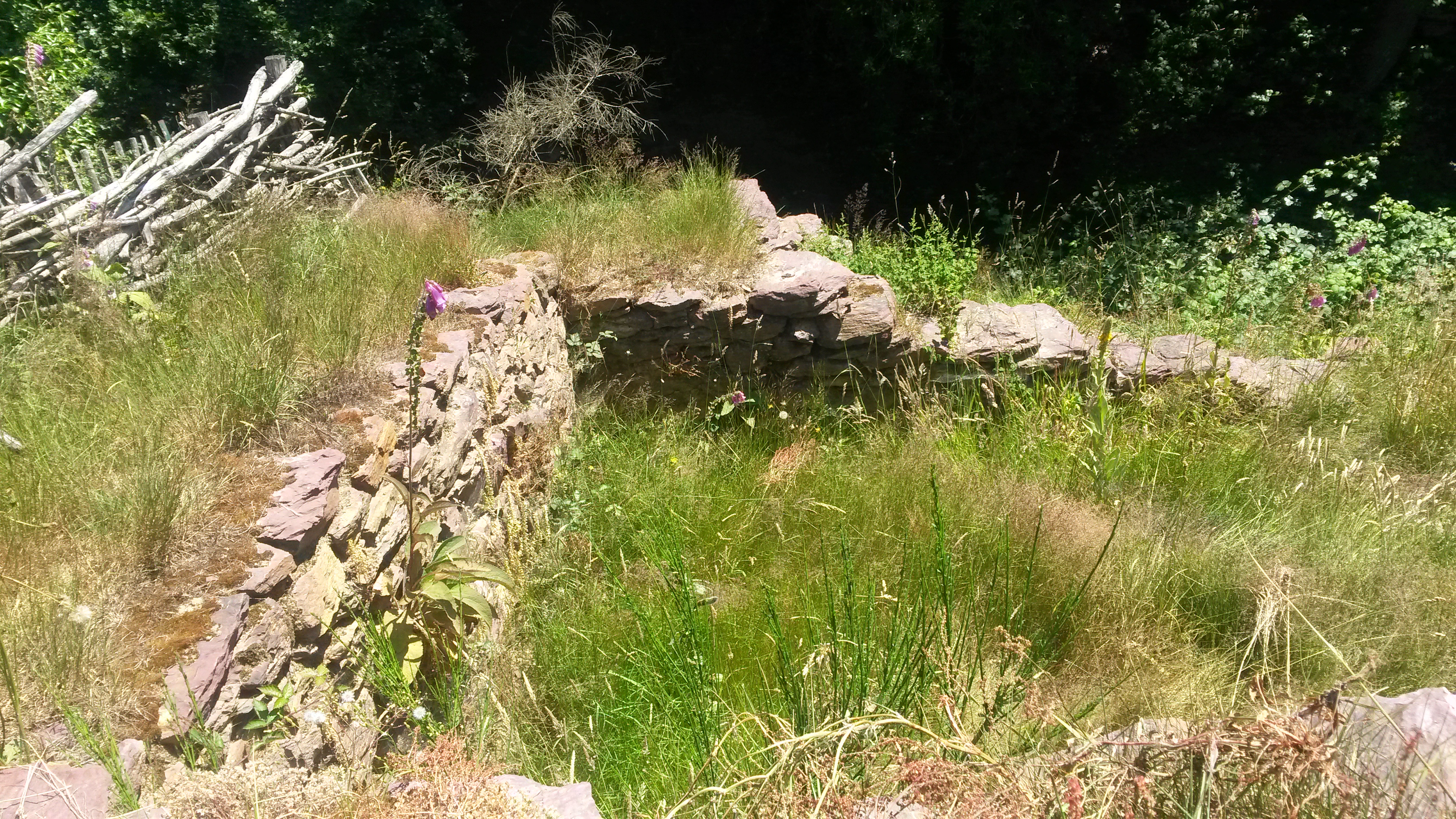
Reste de fondation
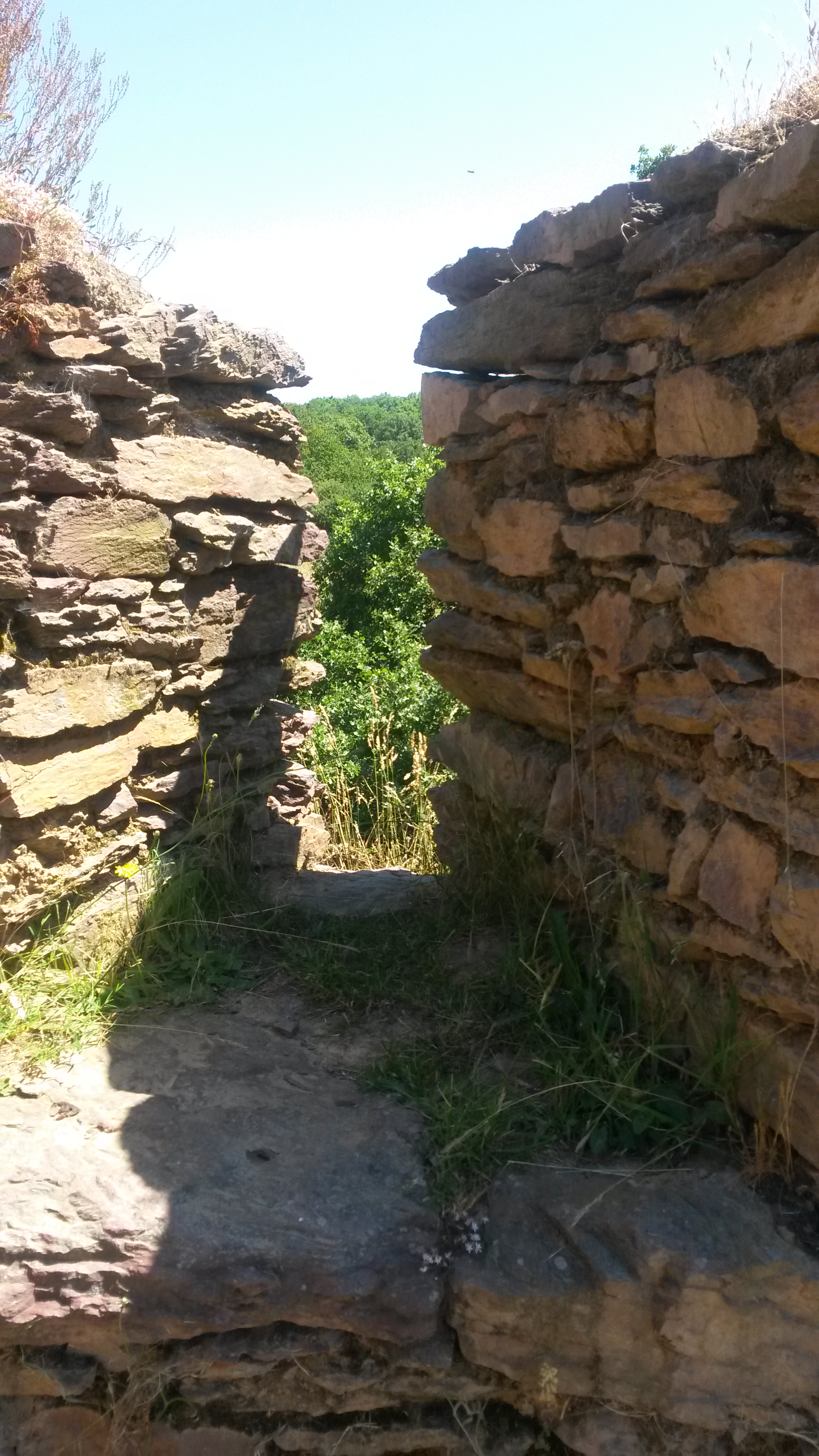
Reste de meurtrière
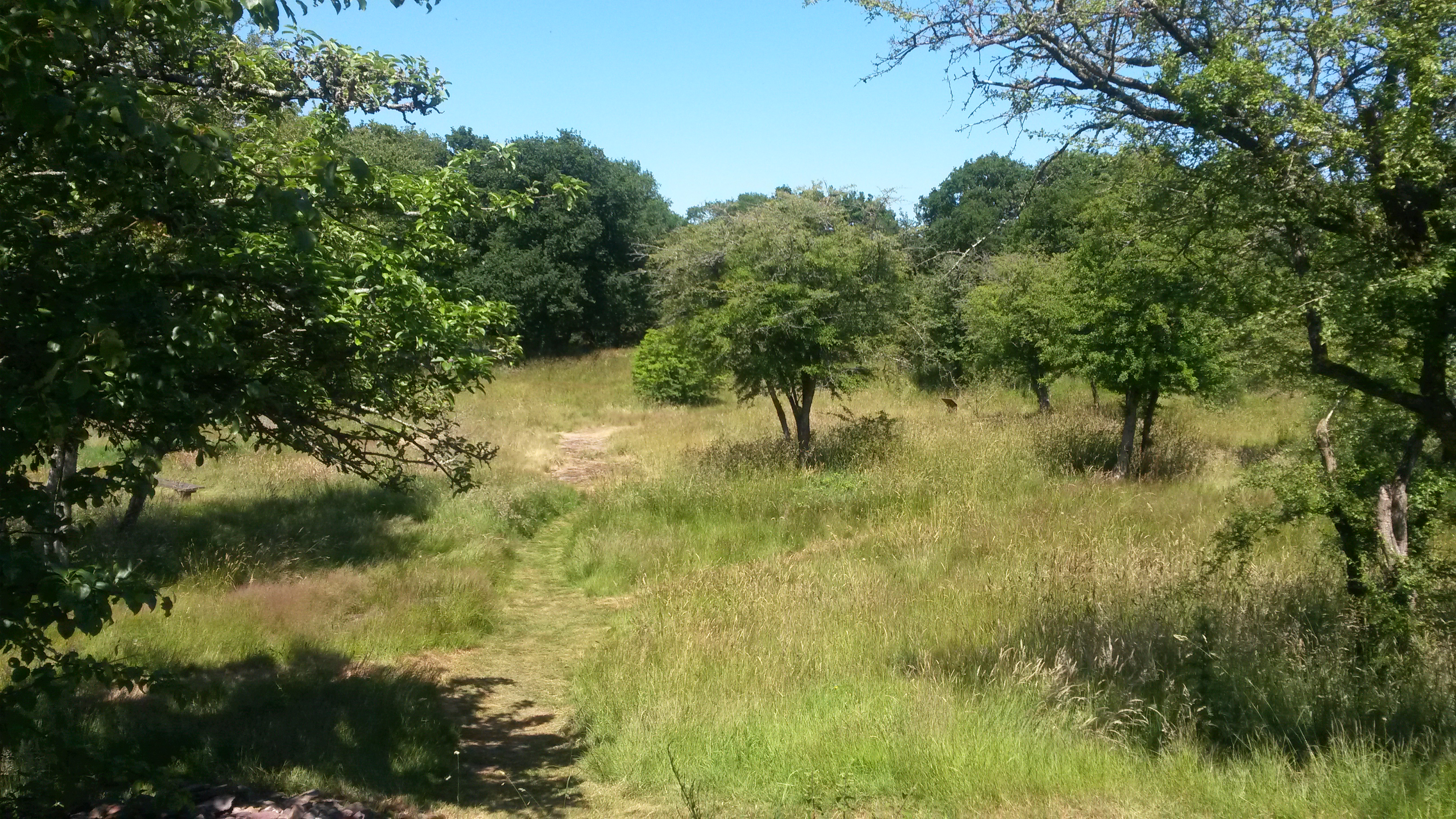
Basse-cour